# Wakoopa
Wakoopa är ett mjukvaruföretag som skapar program som körs i bakgrunden på användarens dator för att samla in data till marknadsundersökningar. Wakoopa grundades 2007 och är baserat i Amsterdam, Nederländerna. 

## Historia / Wakoopa Social
Wakoopa startade som ett socialt nätverk under 2006, som lockade omkring 200 000 registrerade användare, kallade Wakoopians. Plattformen erbjöd användare möjligheten att spåra de program de använde och skriva recensioner om dessa. Man kunde jämföra sig med andra användare, vilket innebär att själva upptäckten av en programvara kunde göras till en social aktivitet. Genom att använda applikationer och genom att skriva recensioner kunde användarna vinna olika former av status, som varierade från Newbie, Novice, Enthusiast, Devotee, Expert, Fanatic och Overlord. Varje status hade sin egen ikon som ritades av den holländska serietecknaren Nozzman. Under 2010 började Wakoopa att använda sin mjukvara för marknadsundersökningar, för att höja nivån på online-forskningen. På grund av framgången med detta beslutade Wakoopa att lägga ner det sociala nätverket under 2012.

## Wakoopa och Netquest
Wakoopa anslöt sig till Netquest , online-fältleverantör för marknadsundersökningssektorn i Spanien, Portugal och Latinamerika, i slutet av 2014 . Wakoopa förblir en självständig enhet och har ett nära samarbete med Netquest.